# Vittel
Vittel (arkaisk tysk: Wittel) er en kurby og kommune i Vosges département i Nordøstfrankrig. Mineralvand bliver sat på flaske og solgt her af Nestlé Waters France, under mærket Vittel.
Byen er både start- og målby i 2009 udgaven Tour de France.